# Cats Falck
Maureen Cathryn Harriet „Cats“ Falck (* 11. Juli 1953 in Enskede, Schweden; † vermutlich 19. November 1984 im Hammarbyleden, Schweden) war eine schwedische Fernsehjournalistin.
Sie arbeitete für die Nachrichtensendung Rapport des Ersten Schwedischen Fernsehens (SVT1), bis sie im November 1984 verschwand und vermisst wurde. Am 29. Mai 1985 wurden sie und ihre Freundin Lena Gräns in einem auf letztere zugelassenen Fahrzeug auf dem Boden des Kanals Hammarbyleden in Stockholm tot aufgefunden.
Die ermittelnden Behörden gingen von einem Unfall aus. Es gibt aber eine Reihe von Theorien, wonach sie ermordet wurde, weil sie einem Schmuggel von Waffen oder Technologie von Schweden in die DDR auf die Spur gekommen war. Diese Theorien gehen zurück auf einen anonymen Brief, den die schwedische Verfassungsschutzbehörde Säpo im April 1997 erhielt, dessen Inhalt im Juni 1997 von der Zeitung Dagens Nyheter journalistisch aufgearbeitet wurde und der zu einer Wiederaufnahme des Falles durch die schwedischen Strafverfolgungsbehörden führte. Die auffällige Passivität dieser Behörden und das Presseecho in Deutschland führten dazu, dass auch die deutschen Strafverfolgungsbehörden dem Fall unter der Prämisse nachgingen, dass das Ministerium für Staatssicherheit der DDR („Stasi“) direkt oder indirekt für den Tod von Falck und Gräns verantwortlich sein könnte. Die Ermittlungen der deutschen Behörden dauerten bis 2006 an und wurden aus Mangel an Beweisen eingestellt.

## Einzelbelege
1. ↑  Sveriges Radio: Fallet Cats Falck (Memento vom 25. Juni 2008 im Internet Archive) (schwedisch)
2. ↑  Dagens Nyheter: "Svensk tv-reporter mördades av DDR" (Memento vom 16. Dezember 2004 im Internet Archive) (schwedisch)
3. 1 2  https://www.dn.se/?a=185861
4. ↑  https://www.dn.se/?a=185876
5. 1 2  https://www.dn.se/?a=185870

| Personendaten    | Personendaten                   |
| ---------------- | ------------------------------- |
| NAME             | Falck, Cats                     |
| ALTERNATIVNAMEN  | Falck, Maureen Cathryn Harriet  |
| KURZBESCHREIBUNG | schwedische Fernsehjournalistin |
| GEBURTSDATUM     | 11. Juli 1953                   |
| GEBURTSORT       | Enskede, Schweden,              |
| STERBEDATUM      | unsicher: 19. November 1984     |
| STERBEORT        | Hammarbyleden, Schweden         |